# LaMar Baker

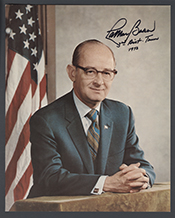
LaMar Baker

LaMar Baker (* 29. Dezember 1915 in Chattanooga, Tennessee; † 20. Juni 2003 in Nashville, Tennessee) war ein US-amerikanischer Politiker. Zwischen 1971 und 1975 vertrat er den Bundesstaat Tennessee im US-Repräsentantenhaus.

## Werdegang
LaMar Baker besuchte die öffentlichen Schulen seiner Heimat und danach von 1936 bis 1938 das David Lipscomb College in Nashville. Danach absolvierte er bis 1940 das Harding College in Searcy (Arkansas). Während des Zweiten Weltkrieges diente Baker von 1942 bis 1946 im Army Air Corps. Nach dem Krieg war er privater Geschäftsmann. Politisch wurde er Mitglied der Republikanischen Partei. In den Jahren 1967 und 1968 saß er als Abgeordneter im Repräsentantenhaus von Tennessee; danach gehörte er bis 1970 dem Staatssenat an. Zwischen 1964 und 1972 war er Delegierter bei den regionalen republikanischen Parteitagen in Tennessee. 1972 nahm er als Delegierter an der Republican National Convention im Miami Beach teil, auf der Präsident Richard Nixon zur Wiederwahl nominiert wurde.
Bei den Kongresswahlen des Jahres 1970 wurde Baker im dritten Wahlbezirk von Tennessee in das US-Repräsentantenhaus in Washington, D.C. gewählt, wo er am 3. Januar 1971 die Nachfolge des in den Senat wechselnden Bill Brock antrat. Nach einer Wiederwahl konnte er bis zum 3. Januar 1975 zwei Legislaturperioden im Kongress absolvieren. In dieser Zeit endete der Vietnamkrieg. Im Jahr 1974 erschütterte die Watergate-Affäre das politische Leben in den Vereinigten Staaten. Dieser Skandal schadete vor allem der Republikanischen Partei und ihren Kandidaten auf allen politischen Ebenen. Auch LaMar Baker war bei den Kongresswahlen des Jahres 1974 davon betroffen. Er unterlag der Demokratin Marilyn Lloyd.
Im Jahr 1976 bewarb sich Baker erfolglos um die Rückkehr in den Kongress. Zwischen 1981 und 1985 war er regionaler Vertreter des Bundesverkehrsministeriums. Danach zog er sich in den Ruhestand zurück. LaMar Baker starb am 20. Juni 2003 in Nashville.